# Breakcore Gives Me Wood
Breakcore Gives Me Wood  is een muziekevenement dat sinds 2002 in België georganiseerd wordt. Er wordt voornamelijk breakcore gedraaid. Het evenement trok op zijn hoogtepunt tot 1.500 bezoekers. De feesten werden jaren in kraakpanden georganiseerd, met een sterke nadruk op de DIY ethiek. Toen het concept uit zijn voegen barstte werd er naar De Vooruit verhuisd en tegenwoordig vindt Breakcore Gives Me Wood plaats in Hof ter Lo. Het platenlabel Wood Records, een sublabel van Widerstand Records, is ook het evenement verbonden. 
Organisators zijn de Belgische breakcoreartiesten Droon, Sickboy, The Gigglin Dildas, Tim Terror en Rik Mayhem. Droon verzorgt artwork, hij treedt ook live op als resident. 